# Protorhus
Protorhus  es un género de plantas con 21 especies,  perteneciente a la familia de las anacardiáceas.

## Taxonomía
El género fue descrito por Adolf Engler y publicado en Botanische Jahrbücher für Systematik, Pflanzengeschichte und Pflanzengeographie 1: 377, 420. 1881. La especie tipo es:

## Especies
| - Protorhus buxifolia - Protorhus deflexa - Protorhus ditimena - Protorhus fulva - Protorhus grandidieri - Protorhus heckelii - Protorhus humberti | - Protorhus ibiyensis - Protorhus latifolia - Protorhus lecomtei - Protorhus longifolia - Protorhus louveli - Protorhus namaquensis - Protorhus nitida | - Protorhus oblongifolia - Protorhus pauciflora - Protorhus perrieri - Protorhus sericea - Protorhus thouarsii - Protorhus thouvenotii - Protorhus viguieri |